# Alexander von Treskow
Karl Alexander Wilhelm von Treskow, spätere Schreibweise von Tresckow, (* 5. Juni 1764 in Eiserwagen; † 23. November 1823 in Berlin) war ein preußischer Generalmajor und Ritter des Ordens Pour le Mérite.

## Leben

### Herkunft
Karl Alexander Wilhelm entstammte der alten ursprünglich märkischen Adelsfamilie von Tresckow aus dem Kreis Ruppin. Das Geschlecht konnte sich später stark ausbreiten und auch in Pommern und Ostpreußen zu Besitz und Ansehen gelangen. Er war der Sohn von Alexander Friedrich von Treskow (* 8. März 1719 in Niegripp; † 3. Mai 1775 in Königsberg) und dessen Ehefrau Ida Henriette, geborene von der Goltz (* 14. Februar 1725 in Plauen; † 8. April 1782 in Eiserwagen). Sein Vater entstammte der ostpreußischen Linie mit dem Stammhaus Eiserwagen und war zuletzt preußischer Oberstleutnant und Kommandeur des Dragonerregiments „von Meier“.

### Militärkarriere
Treskow trat 1778 als Junker in das Dragonerregiment „von Platen“ der Preußischen Armee ein und nahm noch bis 1779 am Bayerischen Erbfolgekrieg teil. Als Sekondeleutnant wurde er 1790 zum Generaladjutant beim Regimentschef Karl Wilhelm von Brausen ernannt. 1794 bis 1795 gehörte Treskow mit seinem Regiment zu den preußischen Besatzungstruppen während der dritten polnischen Teilung. 1805 erfolgte seine Beförderung zum Major. Nach dem Vierten Koalitionskrieg verließ er im November 1807, vorläufig und mit halben Gehalt, die preußische Armee.
Im September 1808 reaktiviert, erhielt Treskow im September 1811 als Major das Kommando über das 2. Westpreußische Dragoner-Regiment und nahm damit 1812 am Russlandfeldzug teil. Er kämpfte unter anderem in den Gefechten bei Eckau und Gräfenthal. Für seine Verdienste wurde er zum Oberstleutnant befördert und erhielt am 18. Oktober 1812 den Orden Pour le Mérite, die höchste preußische Tapferkeitsauszeichnung.
Mit Beginn der Befreiungskriege im Frühjahr 1813 kämpfte Treskow mit seinem Regiment im Gefecht bei Luckau (4. Juni 1813) mit Auszeichnung. Er wurde zum Oberst befördert und erhielt das Eiserne Kreuz II. Klasse. In den folgenden Schlachten bei Großbeeren (23. August 1813) und Dennewitz (6. September 1813) hatte er erneut Gelegenheit sich auszuzeichnen und erhielt das Eiserne Kreuz I. Klasse. Im Juni 1814 erfolgte seine Ernennung zum Wirklichen Brigadekommandeur und im März des folgenden Jahres erhielt Treskow ein Brigadekommando beim I. preußischen Armeekorps. Am 15. Juni 1815 wurde er zum Generalmajor befördert. Bereits am 3. Oktober 1815 erhielt Treskow mit einer jährlichen Pension von 1000 Talern seinen Abschied.
Treskow starb am 23. November 1823, im Alter von 59 Jahren, in Berlin und wurde drei Tage später auf dem dortigen Garnisonsfriedhof beigesetzt.
Er war Ritter des Johanniterordens.

### Familie
Treskow verheiratete sich 1790 mit Amalie Wilhelmine Helene, geschiedene von Massenbach, geborene Gräfin Henckel von Donnersmarck (* 26. Dezember 1765 in Potsdam; † 25. Januar 1838 in Berlin). Sie war die Tochter des Generalleutnants Viktor Amadeus Henckel von Donnersmarck. Aus der Ehe gingen drei Kinder hervor:
- Alexander (* 18. September 1797 in Insterburg; † 6. Oktober 1849) ⚭ 1838 Leontide Chlotilde Ulrike von Manteufel (* 17. August 1814; † 14. Mai 1910). Die Witwe heiratete 1852 Rudolf von Kleist (* 2. Mai 1813; † 14. Juli 1876)
- August (* 14. August 1800 in Insterburg)
- Viktoria ⚭ Gustav von Massenbach († 29. September 1812 bei Mesothen) Sohn von Eberhard Friedrich Fabian von Massenbach